# 計算化学
計算化学（けいさんかがく、英語: computational chemistry）とは、計算によって理論化学の問題を取り扱う、化学の一分野である。複雑系である化学の問題は計算機の力を利用しなければ解けない問題が多いため、計算機化学と呼ばれることもあるが、両者はその言葉の適用範囲が異なっている。
近年のコンピュータの処理能力の発達に伴い、実験、理論と並ぶ第三の研究手段と考えられるまでに発展した。主に以下の手法を用いて化学の問題を取り扱う。
- 分子軌道法（MO法）
- 分子動力学法（MD法）
- モンテカルロ法（MC法）
- 分子力学法（MM法）
- 密度汎関数法（DFT法）